# Michel Mardore
 (juin 2024).
Si vous disposez d'ouvrages ou d'articles de référence ou si vous connaissez des sites web de qualité traitant du thème abordé ici, merci de compléter l'article en donnant les références utiles à sa vérifiabilité et en les liant à la section « Notes et références ».
Michel Mardore, nom de plume de Michel Jean Guinamant, est un romancier, critique de cinéma, photographe et réalisateur français, né le 22 octobre 1935 à Bordeaux (Gironde) et mort le 18 novembre 2009 à Paris.
Son nom est associé à une rigueur littéraire et à un goût pour le paradoxe.

## Biographie
Michel Mardore débute dans l'écriture à 18 ans, à Bordeaux, sa ville natale : il reçoit en 1954 un prix de Mystère magazine pour une nouvelle intitulée Jeunesse ne saura pas, consacrée comme l'un des meilleurs récits du Grand prix de la nouvelle policière. Passionné de poésie, de littérature et par le surréalisme, il poursuit cette collaboration et édite ses nouvelles proches du fantastique dans les revues Fiction et Mystère magazine, avant d'être recruté comme stagiaire au quotidien Sud Ouest. À la même période, il s'active dans l'animation d'un ciné-club bordelais qu'il programme à partir de ses lectures et de sa passion cinéphilique.
Il part pour Lyon en 1960 et dirige la revue Premier Plan avec Bernard Chardère, collabore à plusieurs éditions et films de court métrage, notamment avec Francis Lacassin et devient journaliste à la revue Positif (1959-1960), utilisant son pseudonyme (en référence à la commune de Mardore) avant de signer des chroniques dans Cinéma (de 1959 à 1962), Les Lettres françaises (1961-64), Lui (succédant à François Truffaut de 1964 à 1966). Il y fait la connaissance, par l'intermédiaire de Daniel Filipacchi, de Jacques Lanzmann et de René Chateau qui sont des collaborateurs de la revue. En parallèle, Mardore collabore régulièrement aux Cahiers du cinéma (1961-1968) qu'il dirigera un temps avec Éric Rohmer, Pariscope (1965-1967), L'Express (1965), Aux Écoutes (1966) de manière anonyme, Candide en 1966.
Sa carrière prend un nouvel élan avec son arrivée au Nouvel Observateur (1966-1971, puis de 1979 à 1986 après le décès de Jean-Louis Bory).
Il signe également des textes de fond, décalés et originaux dans deux revues médicales en 1978 : Médicographie, dans laquelle il tient une rubrique intitulée « Y a-t-il un médecin dans la salle ? », et Macroscopies, où il aborde aussi bien la bande dessinée, que les singes au cinéma ou le sadisme à l'écran.
En 1968, il signe son seul article de critique littéraire dans Le Nouvel Observateur (6 mars 1968) qui fera connaître l'œuvre de François Augiéras avec lequel il a entretenu une longue amitié et une correspondance sans jamais le rencontrer, après avoir eu, en 1964, l'intention d'adapter au cinéma son récit, L'Apprenti sorcier.
Au début des années 1960, il collabore à plusieurs projets de films avec Jean-Pierre Mocky et Jean-Pierre Melville, cinéastes qu'il défendra toujours. À la radio, il participe à l'émission Le Masque et la Plume, sur France Inter, de 1964 à 1971. À la télévision, en 1971, il réalise une série d'émissions sur l'actualité cinématographique intitulée Le Journal du cinéma sur A2, puis en 1985 Panorama du cinéma sur FR3. Il fait partie de plusieurs commissions au Centre national de la cinématographie.
Il publie plusieurs romans, fait quelques apparitions au cinéma et réalise deux films. À cette occasion, il fonde en 1970 une société de production, Nadja films (en hommage à André Breton), qu'il fermera en 2000. Avec cette entreprise en nom seul, et avec la collaboration de Michel Deville, il produit et coproduit quelques films, lance des projets, et soutient des compagnons de route, comme Stéphane Tchalgadjieff, avec lesquels il prépare le second film de Jean-Louis Trintignant, Le Maître-nageur en 1979.
Il est inhumé au columbarium du cimetière du Père-Lachaise.

## Publications
- La Première Communion, roman, Gallimard, 1962
- Le Mariage à la mode, roman, Denoël, 1970
- Le Sauveur, roman, suivi de Le Portrait de Belle et Les Gitans, Nadja films Paris éditeur, 1971
- Pour une critique-fiction essai, coll. « Septième Art », Cerf, 1973
- Une si jolie petite fille, roman, Grasset, 1976
- « L'Ère des Ottomanes » in Otto Preminger, coll. « Cinémathèque française », éd. Yellow Now, 1993  (ISBN 2-87340-089-7)

## Filmographie

### Réalisateur
- 1971 : Le Sauveur Édition DVD[5].
- 1973 : Le Mariage à la mode Édition DVD[6] accompagnée d'un documentaire intitulé L'Énigme Mardore (d'Éric Le Roy, 2014), dans lequel apparaissent plusieurs intervenants qui ont connu l'écrivain et cinéaste.

### Acteur
- 1962 : Comme un des Beaux-Arts, de Bernard Chardère
- 1963 : La Boulangère de Monceau, d'Éric Rohmer
- 1963 : Les Vierges, de Jean-Pierre Mocky
- 1970 : Peau d'Âne, de Jacques Demy
- 2014 : L'Énigme Mardore, lui-même dans un documentaire d'Éric Le Roy (diffusion posthume)

### Projets inaboutis
- 1961 : Les Don Juans, scénario et dialogues pour Jean-Pierre Melville[7]
- 1962 : Les Crâneurs, scénario et dialogues avec Jean-Pierre Mocky
- 1964 : L'Apprenti sorcier, scénario et dialogues d'après François Augiéras
- 1965 : Les Gitans, scénario et dialogues d'après sa nouvelle éponyme
- 1976 : Marilyn, scénario et dialogues avec Gérard Mordillat

## Photographie
Il pratique la photographie de 1958 à 1974 — paysages, personnages, nus, objets, recherches formelles (noir et blanc, couleur) — ; il est, à l'occasion, photographe de plateau :
- 1962 : Comme un des Beaux-Arts de Bernard Chardère
- 1962 : Le Mannequin de Belleville de Jean Douchet
- 1971 : Le Sauveur
- 1973 : Le Mariage à la mode

### Presse
- « Michel Mardore » sur LeMonde.fr